# Суккийская лавра
Суккийская ла́вра (Сукка, Сикс), или Ве́тхая лавра (Древняя лавра, Старая лавра; др.-греч. ή Παλαιά Λαύρα) — недействующий православный монастырь, третья лавра, основанная преподобным Харитоном Исповедником не ранее 345 и не позднее 350 года. Находится под полным контролем Израиля в зоне С Западного берега реки Иордан.

## Описание
Спустя несколько лет после основания Фаранской лавры святой Харитон покинул лавру и удалился в окрестности Иерихона. На новом месте жительства Харитоном была основана Иерихонская лавра в пещерах Сорокадневной горы. После этого святой покинул новое место и в Фекойских ущельях на склоне высокой горы основал третью Суккийскую лавру. (Сукка по-сирийски означает шалаш).
Проведя в монастыре несколько лет, перед кончиной преподобный вернулся в Фаранскую лавру, там умер и был похоронен.
В 614 году лавра уничтожена персами. Позже монастырская жизнь была возрождена и, согласно «Хождению игумена Даниила», в XII веке лавра все ещё существовала:

На юг от Вифлеема есть монастырь святого Харитона, на той же реке Афамской, недалеко от Мертвого моря, в горах каменных. Около монастыря пустыня. Грозно, сухо и безводно это место, под ним ущелье, каменное и очень страшное. Монастырь огражден стеной, посредине две церкви, в главной церкви стоит гроб Харитона.
— «Житие и хождение игумена Даниила из Русской земли».
Расположенная в лавре Пещера Харитона — самая большая пещера в Израиле, служившая до монахов пристанищем для разбойников. Согласно преданию, в ней жил сам святой, а до того в ней прятался от царя Саула будущий царь Давид. В 1139 году в пещере нашли убежище от налётов сельджуков местные христиане.
В настоящее время сохранились пещеры и развалины монастырской сторожевой башни. Находится лавра в полутора километрах от современного поселка Текоа в долине ручья Вади Харитун.